# Timo Zahnleiter
Hans-Dieter „Timo“ Zahnleiter (* 16. Dezember 1948 in Mannheim) ist ein ehemaliger deutscher Fußballspieler und späterer -trainer.

## Karriere

### Karriere als Spieler
Zahnleiter spielte in der Jugend für die 08 Mannheim (1956–1964) und danach für den VfR Mannheim. Im Seniorenbereich spielte er in der damals zweitklassigen Regionalliga Süd von 1967 bis 1971 beim VfR Mannheim und von 1971 bis 1974 beim TSV 1860 München. Danach war er von 1974 bis 1977 bei griechischen Erstligisten AEK Athen in Griechenland, wo er von einer griechischen Zeitung zu den 10 besten ausländischen Fußballern in der griechischen Liga gewählt wurde. 1978/79 war er beim VfR Bürstadt. Von 1979 bis 1981 spielte er für Wormatia Worms in der 2. Fußball-Bundesliga, ab 1982 für eine Saison als Spielertrainer bei Olympia Lampertheim.

### Karriere als Trainer
Seine Trainerkarriere begann 1982/83 bei Olympia Lampertheim. 1983/84 hatte er beim SV Darmstadt 98 in der 2. Liga seinen ersten Trainerjob im Profibereich. Danach war er in der Saison 1984/85 Co-Trainer beim 1. FC Köln. Von 1985 bis 1989 war er Co-Trainer beim Bundesligisten Eintracht Frankfurt. Ab dem 17. Spieltag der Saison 1986/87 Anfang Dezember 1985 war er nach dem Abgang von Dietrich Weise Cheftrainer bei Eintracht Frankfurt, die weiland auf dem 12. Platz stand. Die Eintracht beendete die Saison als 15. In der Folgesaison war er wieder Assistenztrainer beim Verein, diesmal unter Karlheinz Feldkamp. Nachdem Feldkamp nach dem dritten Spieltag der Saison 1988/89 entlassen worden war, war er für fünf Spieltage interimsmäßig Cheftrainer, ehe er unter Feldkamps Nachfolgern Pál Csernai und Jörg Berger wieder die Assistentenrolle einnahm. Größter Erfolg der Eintracht während seiner Zeit dort war der Gewinn des DFB-Pokal 1987/88 durch einen 1:0-Sieg über den VfL Bochum.
In der Saison 1989/90 war er ein Jahr Trainer beim Drittligisten Viktoria Aschaffenburg, von November 1990 bis April 1991 war er der erste West-Trainer bei einem Ost-Verein und beim DDR-Oberligisten Energie Cottbus, der zum Saisonende abstieg. Danach kehrte er in die Oberliga Hessen zurück, wo er beim VfB Marburg, SV Wiesbaden und Rot-Weiß Walldorf tätig war. Es folgten Engagements in Griechenland zwischen 1995 und 2000 (PAS Iannina, Ethnikos Piräus, Ethnikos Asteras und Anagennisi Karditsa).
Seine Trainer-Karriere beendete er in Mannheim beim VfL Neckarau, der SV Seckenheim und Phönix Mannheim.